# Cristiano Dal Sasso
Cristiano Dal Sasso (Monza, 12 de septiembre de 1965) es un paleontólogo italiano.

## Biografía
Cristiano Dal Sasso se graduó en la Facultad de Ciencias de la Universidad de Milán. Trabaja desde 1991 para el Museo Cívico de Historia Natural de Milán. Fue coordinador técnico de las excavaciones de Besano, que sacaron a la luz el esqueleto completo de un reptil triásico del orden Ichthyosaurus, Besanosaurus leptorhynchus, con embriones en el vientre, publicado en 1996 junto con Giovanni Pinna (entonces director del Museo). Posteriormente se especializó en el estudio de los reptiles archosaurios, ganando notoriedad también como divulgador de la ciencia.
Estudió el primer dinosaurio hallado en suelo italiano, en Pietraroja, y que se remonta al Cretácico: el Scipionyx samniticus, cuya descripción apareció en 1998 en Nature, y en 2011 en una monografía de 300 páginas, en coautoría con otro paleontólogo italiano, Simone Maganuco. Este pequeño dinosaurio terópodo, apodado "Ciro" en honor a su origen campaniano, sigue representando un unicum en el registro fósil por la excepcional conservación de sus órganos internos, y por ello despertó un gran interés en los medios de comunicación de todo el mundo.
Cristiano Dal Sasso también ha descrito el primer dinosaurio localizado en Lombardía, llamado informalmente "saltriosaurio", el primer dinosaurio saurópodo italiano, apodado "Tito" por su pertenencia a la Titanosauria, y otras nuevas especies de reptiles fósiles, entre las que destacan el Aphanizocnemus libanensis (un lepidosaurio acuático del Cretácico del Líbano) y el Razanandrongobe sakalavae (un enorme arcosauromorfo del Cretácico de Madagascar). Creó un grupo de estudio internacional que en septiembre de 2014 publicó en Science y National Geographic la descripción del neotipo de Spinosaurus aegyptiacus y las increíbles adaptaciones a la vida semiacuática de este enorme dinosaurio depredador, que se reveló mayor que el Tyrannosaurus rex.
En 2018, junto con Simone Maganuco y Andrea Cau, describió oficialmente al "saltriosaurio", creando el taxón Saltriovenator zanellai.

## Reconocimientos
En 2003 se dio su nombre a una especie de reptil fósil del Triásico Medio, Eusaurosphargis dalsassoi, encontrada en el yacimiento fosilífero de Besano.